# Cordillera Occidental (Bolivia)
La cordillera Occidental de Bolivia es una cadena montañosa perteneciente a los Andes, ubicada al oeste del país. Tiene como principal característica la vulcanidad de sus cumbres, y está formada por numerosos conos y flujos de lavas de la edad Terciaria y Cuaternaria. Hace de frontera natural con Chile, este sistema comienza en el norte, con el nudo Jucuri y termina en el sur en el Volcán Licancabur en la frontera suroccidental con Chile a 5400 m de altura (punto más sudoccidental de Bolivia en 22° 49' 41.016" de latitud sur y W67° 52' 35.004" de longitud oeste). El clima es frío e inadecuado para la vida vegetal o animal. Su principal riqueza está en su suelo el cual contiene grandes cantidades de minerales metálicos como el oro, la plata el cobre, etc. 

## Secciones
Está dividida en tres secciones:

### Septentrional
La Septentrional, en la cual se encuentran los mayores nevados de Bolivia como el Nevado Sajama el más alto del país con 6.542 m s. n. m. cubierto de nieve perpetua y los cerros Pomerape y el Parinacota llamados Payachatas, este último es un volcán apagado con un cono de nieve parecido al Fujiyama de Japón.

### Central
La Central, está situada entre los salares de Coipasa y Uyuni, y cuya mayor cumbre es el Cerro Candelaria o Alto Torani de 6.000 m s. n. m. Otras cimas importantes son el volcán Ollagüe de 5.870 m s. n. m. en la frontera con Chile, el Volcán Tunupa de 5.432 m s. n. m., entre otros.

### Meridional
La Meridional caracterizada por ser volcánica y por tener tempestades de arena y niebla, se destaca el Licancabur con una altura 5.920 m s. n. m.(solamente dos tercios de la falda noreste pertenecen a Bolivia hasta los 5400 m, punto más sudoccidental de Bolivia), en ella se encuentra también la laguna Colorada y Verde famosas por sus colores respectivos.

## Principales elevaciones

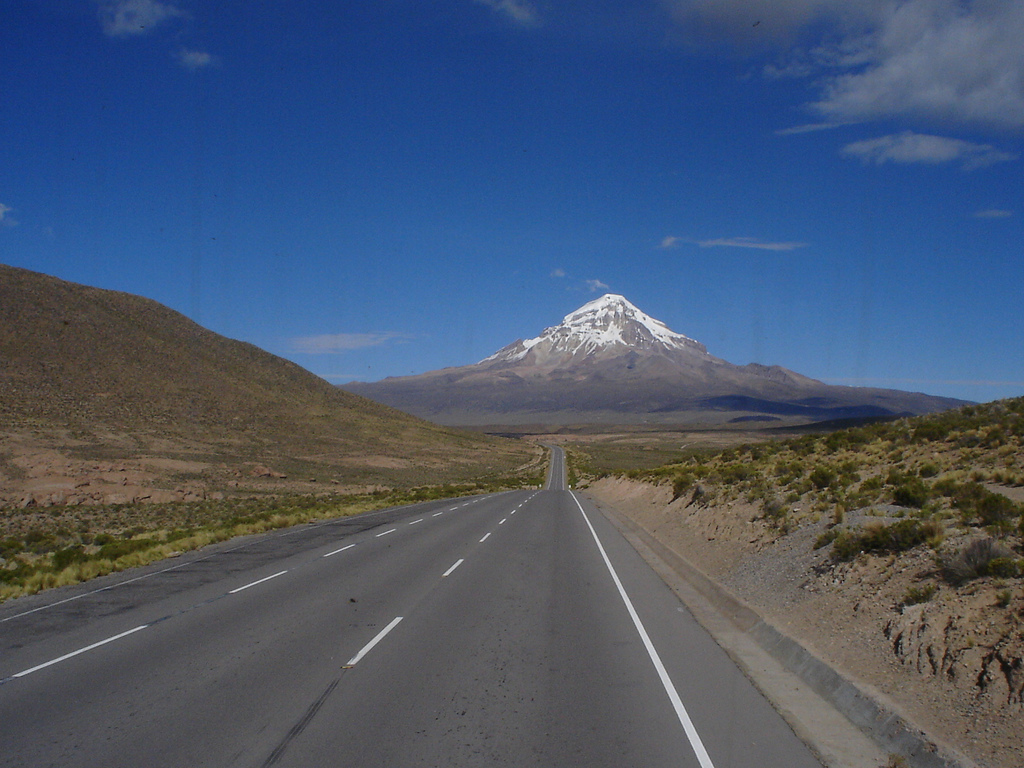
Nevado Sajama

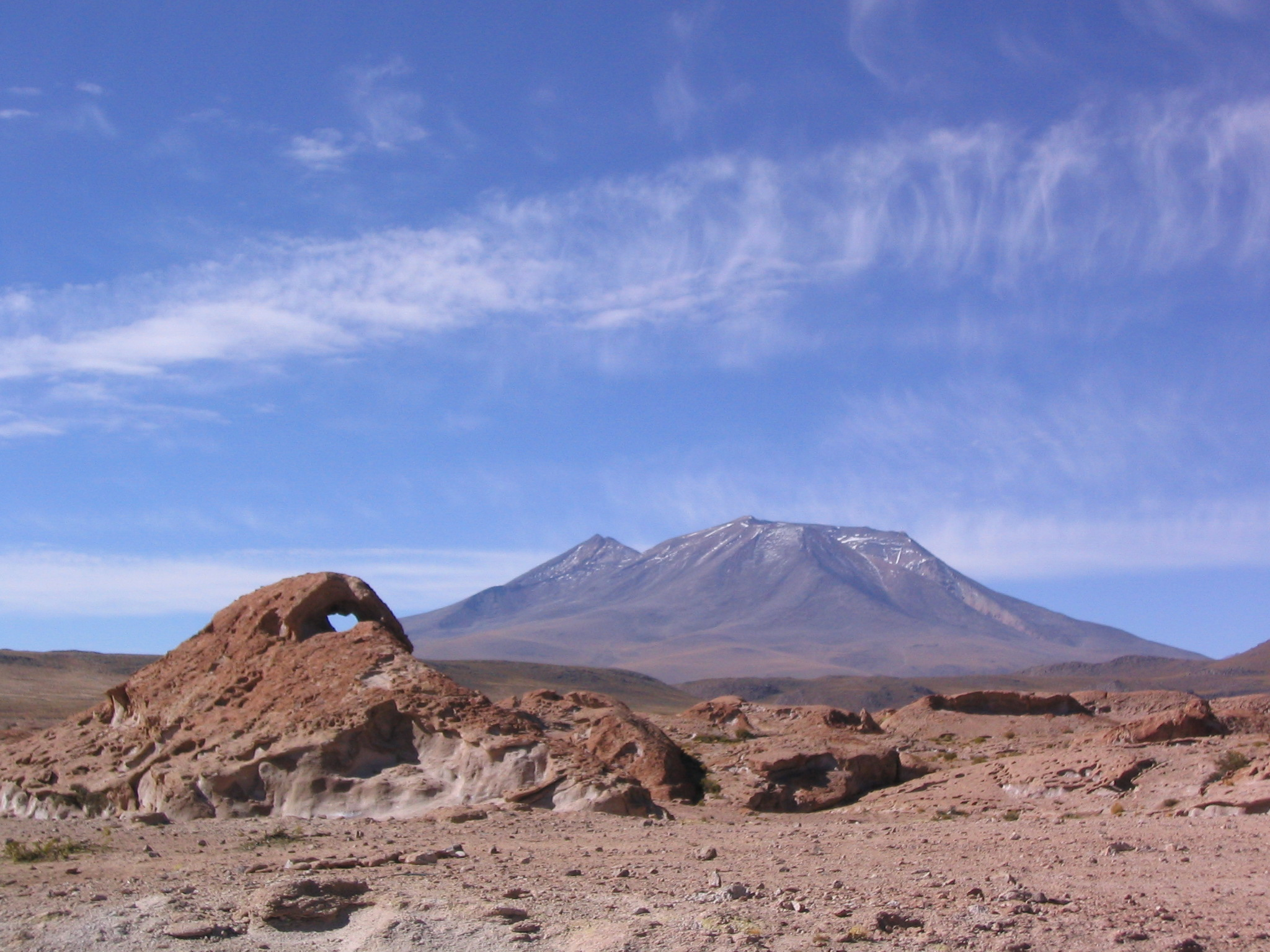
Volcán Ollagüe

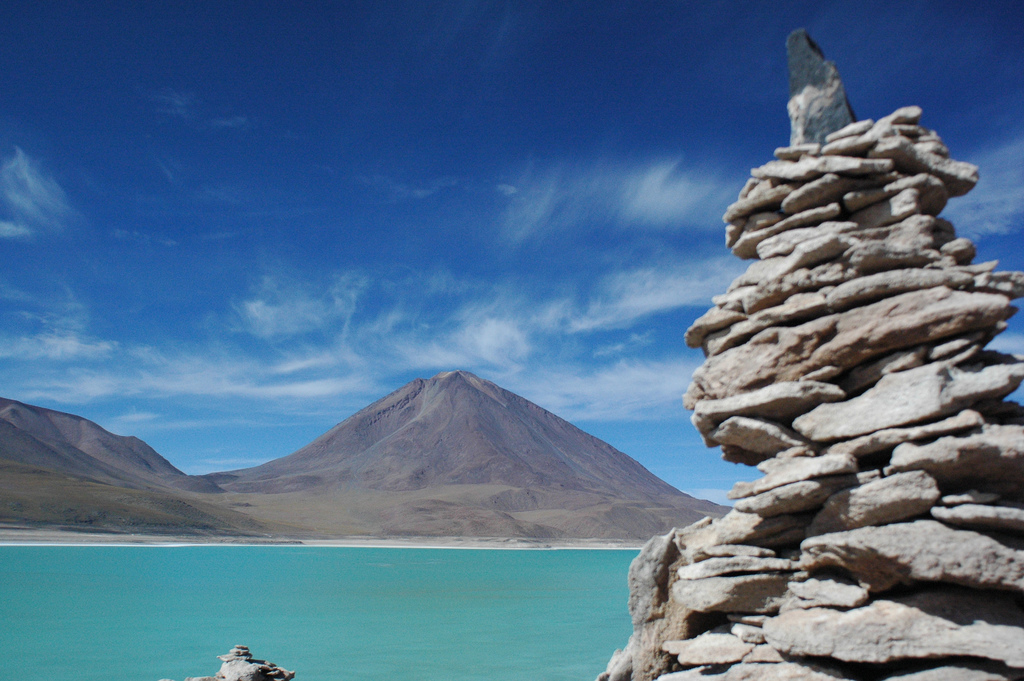
Volcán Licancabur

| Nombre              | Altitud m s. n. m. | Coordenadas                                                | Departamento |
| ------------------- | --- | ---------------------------------------------------------- | ------------ |
| Sajama              | 6.542 | 00°00′00″S 00°00′00″O / -0.00000, -0.00000                 | Oruro        |
| Parinacota (volcán) | 6.348 | 00°00′00″S 00°00′00″O / -0.00000, -0.00000                 | Oruro        |
| Pomerape (volcán)   | 6.282 | 00°00′00″S 00°00′00″O / -0.00000, -0.00000                 | Oruro        |
| Acotango            | 6.072 | 00°00′00″S 00°00′00″O / -0.00000, -0.00000                 | Oruro        |
| Alto Torani         | 6.000 | 00°00′00″S 00°00′00″O / -0.00000, -0.00000                 | Oruro        |
| Sairecabur          | 5.971 | 00°00′00″S 00°00′00″O / -0.00000, -0.00000                 | Potosí       |
| Licancabur          | 5.920 (Solamente dos tercios de la falda noreste pertenecen a Bolivia hasta los 5400 m. Punto más sudoccidental de Bolivia a los 22°49'41.016" de latitud Sur y 67° 52' 35.004" de longitud Oeste) | 22°49′41.016″S 67°52′35.004″O / -22.82806000, -67.87639000 | Potosí       |
| Volcán Putana       | 5.890 | 00°00′00″S 00°00′00″O / -0.00000, -0.00000                 | Potosí       |
| Cerro Tomasamil     | 5.890 | 00°00′00″S 00°00′00″O / -0.00000, -0.00000                 | Potosí       |
| Cerro Cañada        | 5.882 | 00°00′00″S 00°00′00″O / -0.00000, -0.00000                 | Potosí       |
| Ollagüe (volcán)    | 5.870 | 00°00′00″S 00°00′00″O / -0.00000, -0.00000                 | Potosí       |
| Cerros de Tocorpuri | 5.808 | 00°00′00″S 00°00′00″O / -0.00000, -0.00000                 | Potosí       |
| Nevado Anallajsi    | 5.750 | 00°00′00″S 00°00′00″O / -0.00000, -0.00000                 | Oruro        |
| Volcán Juriques     | 5.704 | 00°00′00″S 00°00′00″O / -0.00000, -0.00000                 | Potosí       |
| Linzor              | 5.680 | 00°00′00″S 00°00′00″O / -0.00000, -0.00000                 | Potosí       |
| Cerro Oke Okeni     | 5.532 | 18°19′23″S 69°02′17″O / -18.32306, -69.03806               | Oruro        |
| Cerro Luxor         | 5.504 | 00°00′00″S 00°00′00″O / -0.00000, -0.00000                 | Potosí       |
| Volcán Challviri    | 5.484 | 00°00′00″S 00°00′00″O / -0.00000, -0.00000                 | Potosí       |
| Tata Sabaya         | 5.430 | 00°00′00″S 00°00′00″O / -0.00000, -0.00000                 | Oruro        |
| Paruma              | 5.420 | 00°00′00″S 00°00′00″O / -0.00000, -0.00000                 | Potosí       |
| Olca                | 5.407 | 00°00′00″S 00°00′00″O / -0.00000, -0.00000                 | Potosí       |
| Cerro Michinga      | 5.305 | 00°00′00″S 00°00′00″O / -0.00000, -0.00000                 | Potosí       |
| Volcán Chiguana     | 5.278 | 00°00′00″S 00°00′00″O / -0.00000, -0.00000                 | Potosí       |
| Volcán Chascos      | 5.227 | 00°00′00″S 00°00′00″O / -0.00000, -0.00000                 | Potosí       |
| Irruputuncu         | 5.163 | 20°43′55″S 68°33′08″O / -20.73194, -68.55222               | Potosí       |